# Palaeoloxodon mnaidriensis
Palaeoloxodon mnaidriensis és una espècie extinta d'elefant que visqué a Sicília. Aquest elefant és una espècie separada de l'elefant d'ullals rectes del continent europeu (Elephas antiquus o Palaeoloxodon antiquus) i no sols una forma insular nana seva. Elephas mnaidriensis tenia una reducció de grandària del 90% comparat amb les seves formes ancestrals i els mascles tenien una alçària estimada en 1,8 metres i un pes corporal mitjà de 1.100 quilograms.